# Le Tilleul
Le Tilleul is een gemeente in het Franse departement Seine-Maritime (regio Normandië) en telt 582 inwoners (1999). De plaats maakt deel uit van het arrondissement Le Havre.

## Geografie
De oppervlakte van Le Tilleul bedraagt 6,3 km², de bevolkingsdichtheid is 92,4 inwoners per km².
De onderstaande kaart toont de ligging van Le Tilleul met de belangrijkste infrastructuur en aangrenzende gemeenten.

## Demografie
Onderstaande figuur toont het verloop van het inwonertal (bron: INSEE-tellingen).